# Communauté de communes des Sources du Lac d’Annecy
Die Communauté de communes des Sources du Lac d’Annecy ist ein französischer Gemeindeverband mit Rechtsform einer Communauté de communes im Département Haute-Savoie, dessen Verwaltungssitz sich in dem Ort Faverges befindet. Er liegt ganz im Süden des Départements in den Savoyer Voralpen in einer Talfurche südöstlich des Lac d’Annecy. Die steil ansteigenden Talflanken und die Seitentäler mit weiteren Mitgliedsgemeinden reichen im Norden auf die Chaîne des Aravis und im Süden in das Massiv der Bauges hinein. Der Ende 2000 gegründete Gemeindeverband besteht aus sieben Gemeinden und zählt 15.338 Einwohner (Stand 2022) auf einer Fläche von 150,47 km², sein Präsident ist Jacques Dalex.

## Historische Entwicklung
Der Gemeindeverband änderte im Jahr 2016 seine Bezeichnung von Communauté de communes du Pays de Faverges auf den aktuellen Namen.

## Aufgaben
Zu den vorgeschriebenen Kompetenzen gehören die Entwicklung und Förderung wirtschaftlicher Aktivitäten und des Tourismus sowie die Raumplanung auf Basis eines Schéma de Cohérence Territoriale. Der Gemeindeverband bestimmt die Wohnungsbaupolitik. In Umweltbelangen ist er für die Abwasserentsorgung sowie die Müllabfuhr und ‑entsorgung zuständig. Er betreibt außerdem den Schulbusverkehr und das Radwegenetz, darunter vor allem den zum Radweg ausgebauten Abschnitt auf der stillgelegten Bahnstrecke zwischen Annecy und Ugine.

## Mitgliedsgemeinden
Folgende sieben Gemeinden gehören dem Gemeindeverband an:
| Gemeinde                                           | Einwohner 1. Januar 2022 | Fläche km² | Dichte Einw./km² | Code INSEE | Postleitzahl |
| -------------------------------------------------- | ------------------------ | ---------- | ---------------- | ---------- | ------------ |
| Chevaline                                          | 182                      | 14,16      | 13               | 74072      | 74210        |
| Doussard                                           | 3.688                    | 20,14      | 183              | 74104      | 74210        |
| Faverges-Seythenex                                 | 7.540                    | 59,27      | 127              | 74123      | 74210        |
| Giez                                               | 569                      | 12,65      | 45               | 74135      | 74210        |
| Lathuile                                           | 1.076                    | 8,76       | 123              | 74147      | 74210        |
| Saint-Ferréol                                      | 882                      | 16,79      | 53               | 74234      | 74210        |
| Val de Chaise                                      | 1.401                    | 18,70      | 75               | 74167      | 74210        |
| Communauté de communes des Sources du Lac d’Annecy | 15.338                   | 150,47     | 102              | –          | –            |